# الحديقة العامة بحلب
تعدّ «الحديقة العامة» من أكثر الحدائق شهرة في مدينة حلب، بنيت بقرار استملاك من مجلس البلدية الذي ترأسه مجد الدين الجابري في منطقة باب الفرج في قلب المدينة، والمملوكة لآل الجابري وقال حينها: «هذه ملك حلب، أخذها جدي نافع باشا هدية من السلطان العثماني، وأنا أعيدها لسكان حلب».
```

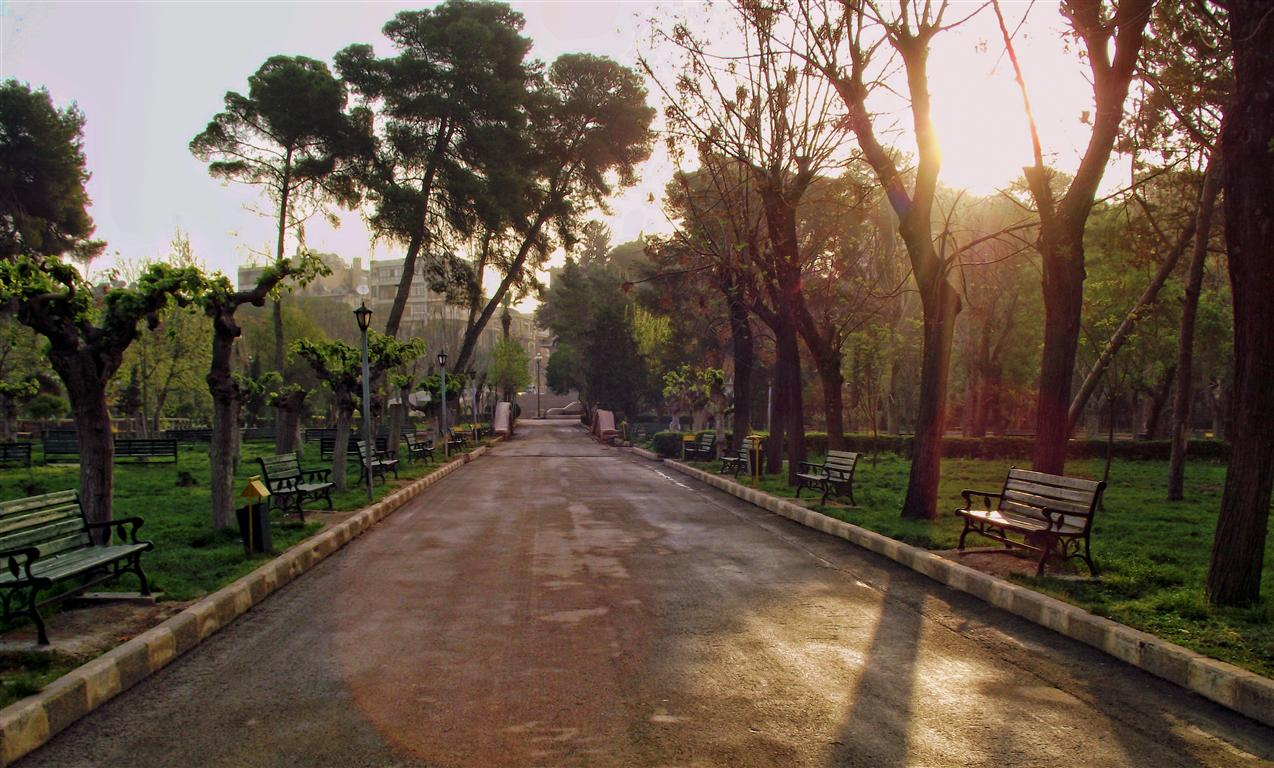
من داخل الحديقة

وينسب البعض جهلاً بناءها للاستعمار الفرنسي.
[
1
]
```

وهي ذات تصميم كلاسيكي مستوحى من حدائق قصر فرساي في باريس، وتحتوي على النوافير والمساحات الخضراء ومناطق مخصصة للعب الأطفال، ويزور هذه الحديقة الكثير من سكان مدينة حلب، وخاصة كبار السن منهم، فتصبح مكان لقاء الأصدقاء، إضافة إلى الشباب والأطفال، ليقضوا فيها وقتاً بعيداً عن التلوث والضوضاء.
للحديقة العديد من المداخل وتحوي على عدد من المنحوتات الحجرية لأهم الفنانين السوريين من أهمها تمثال أبو فراس الحمداني المتوضع أمام مدخلها الرئيسي.

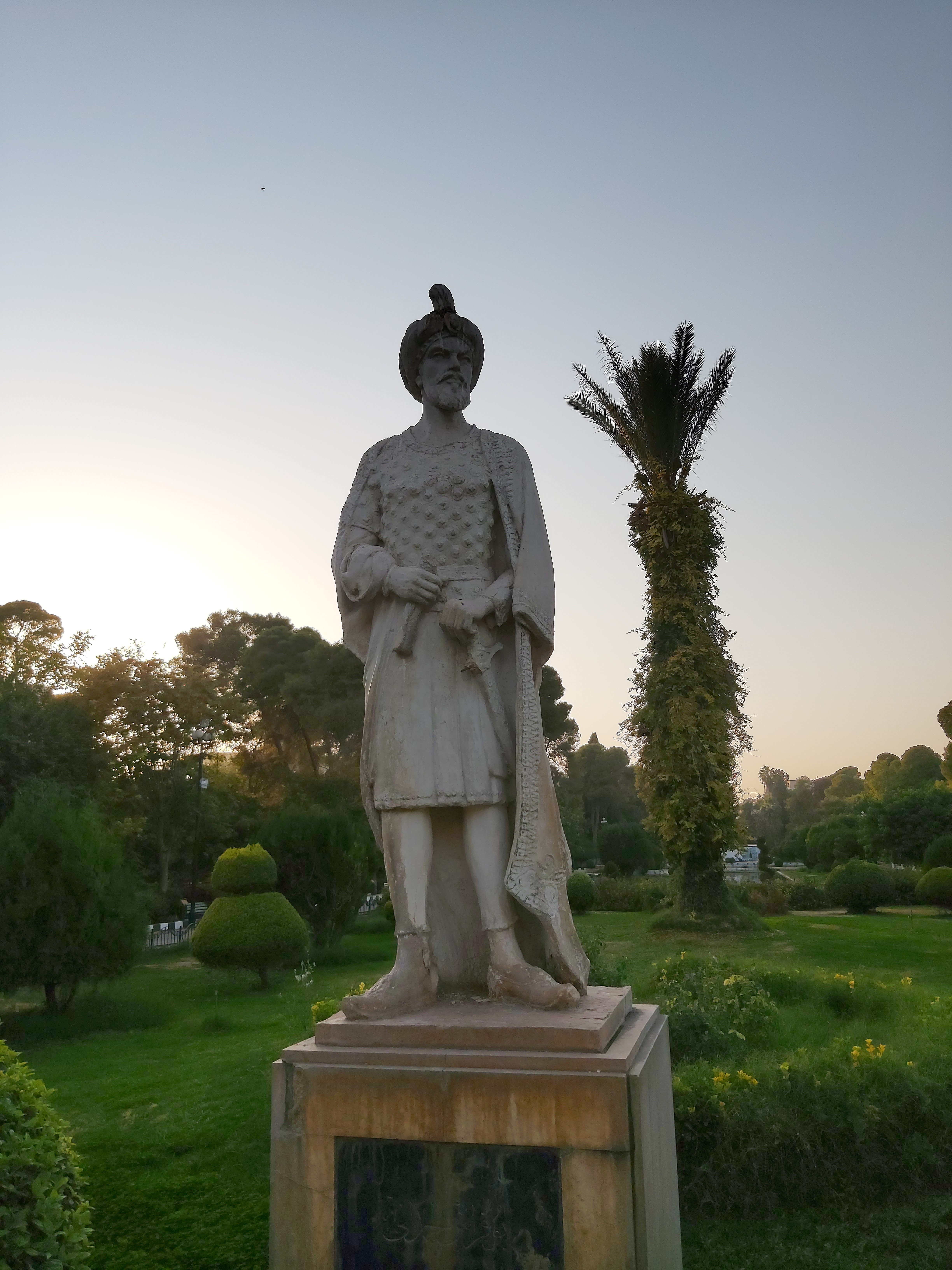
تمثال أبو فراس الحمداني عند مدخل الحديقة

وتبلغ مساحة الحديقة 17 هكتاراً، وتقع بين منطقة العزيزية والجميلية وهي محاذية لساحة سعد الله الجابري ضمن مناطق سكنية وتجارية، وتستعمل كمنطقة عبور بين المنطقتين المذكورتين. ويمر منها نهر قويق.